# ディエス・デル・コラール
ルイス・ディエス・デル・コラール・ペドルーソ（Luis Díez del Corral Pedruzo、1911年7月5日 - 1998年4月7日）は、スペインの哲学者・歴史家。

## 来歴

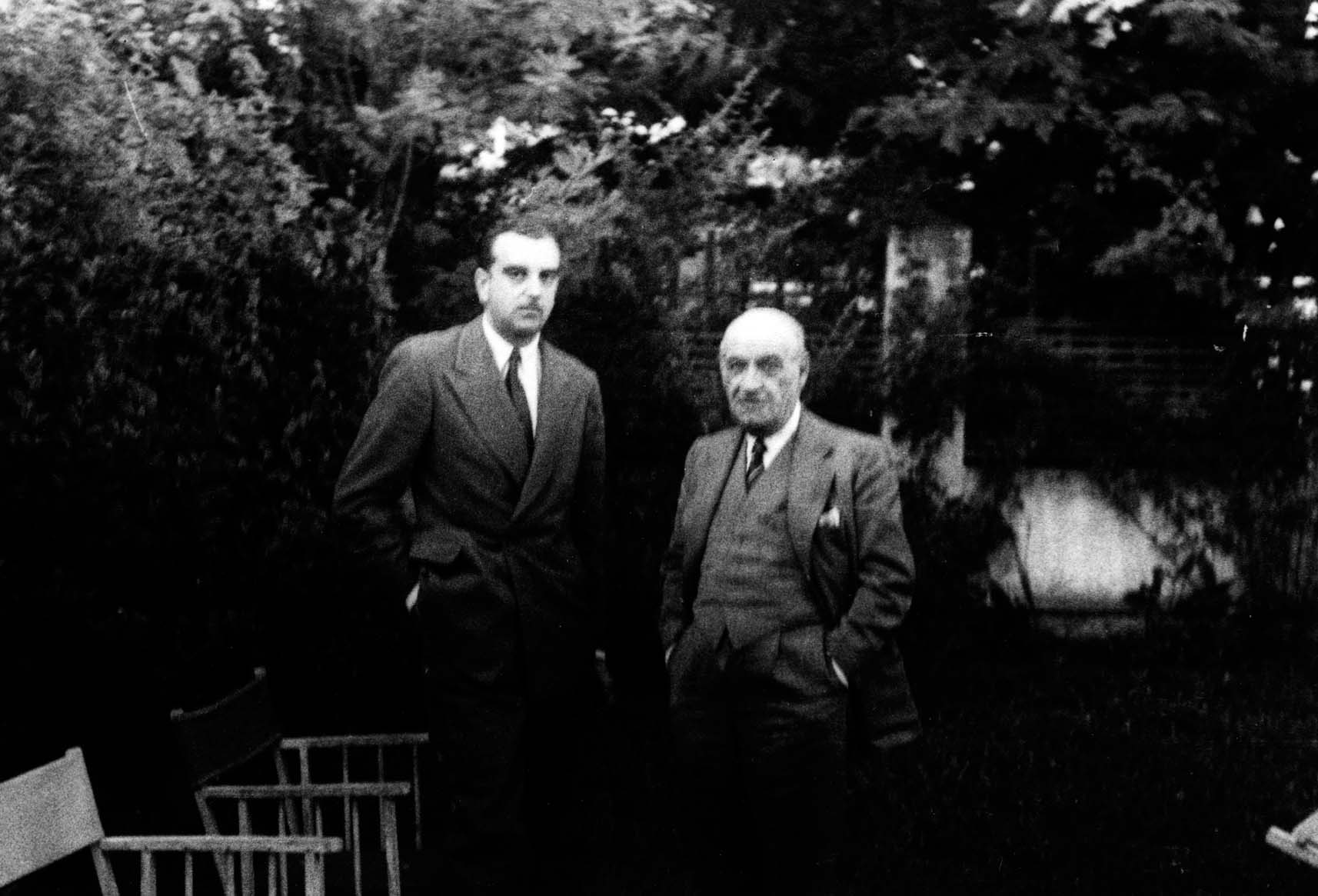
師のオルテガ（右）と（1942年）

ログローニョ県の県都ログローニョに生まれた。ホセ・オルテガ・イ・ガセットの弟子であり、マドリード・コンプルテンセ大学で教授を務めた。1988年にアストゥリアス皇太子賞(社会科学部門)を受賞。王立サン・フェルナンド美術アカデミー会員でもあり、パリ大学の名誉学位を授与された。
代表作『ヨーロッパの略奪』（1954年）は、三島由紀夫が激賞した。1962年と1968年にスペイン政府の文化使節として日本を訪れて講演し、昭和天皇にも謁見した。三島や竹山道雄、堀米庸三、唐木順三、手塚富雄、鈴木成高らと対話した。以後にも度々日本を訪れている。晩年は脳溢血で著述活動は困難であった。首都マドリードで没した。友人にスペイン美術史家の神吉敬三がいる。
デビュー作は小説『マヨルカ　Mallorca』（1942年）で、1970年代以降は「ベラスケス」（Velázquez, la monarquía e Italia,1979 ）の研究や、「マキャヴェリー」、「フンボルト」、「トクヴィル」の歴史哲学や政治思想に関する著作がある。

## 日本語訳
※友人の哲学者小島威彦による訳書。
- 『ヨーロッパの略奪 現代の歴史的解明』 未來社, 1962年、新版1980年
- 『アジアの旅  風景と文化』 未來社, 1967年、新版1980年
- 『ラテン・アメリカの旅　風景と文化』 未來社, 1971年
- 『歴史の運命と進歩』 未來社, 1962年　鈴木成高共訳。以下の3冊は編訳で、来日での講演・対話
- 『過去と現在』 未來社, 1969年　神吉敬三・川本茂雄ほか共訳
- 『自由主義の過去と未来』 明星大学出版部, 1980年